# Uddberget

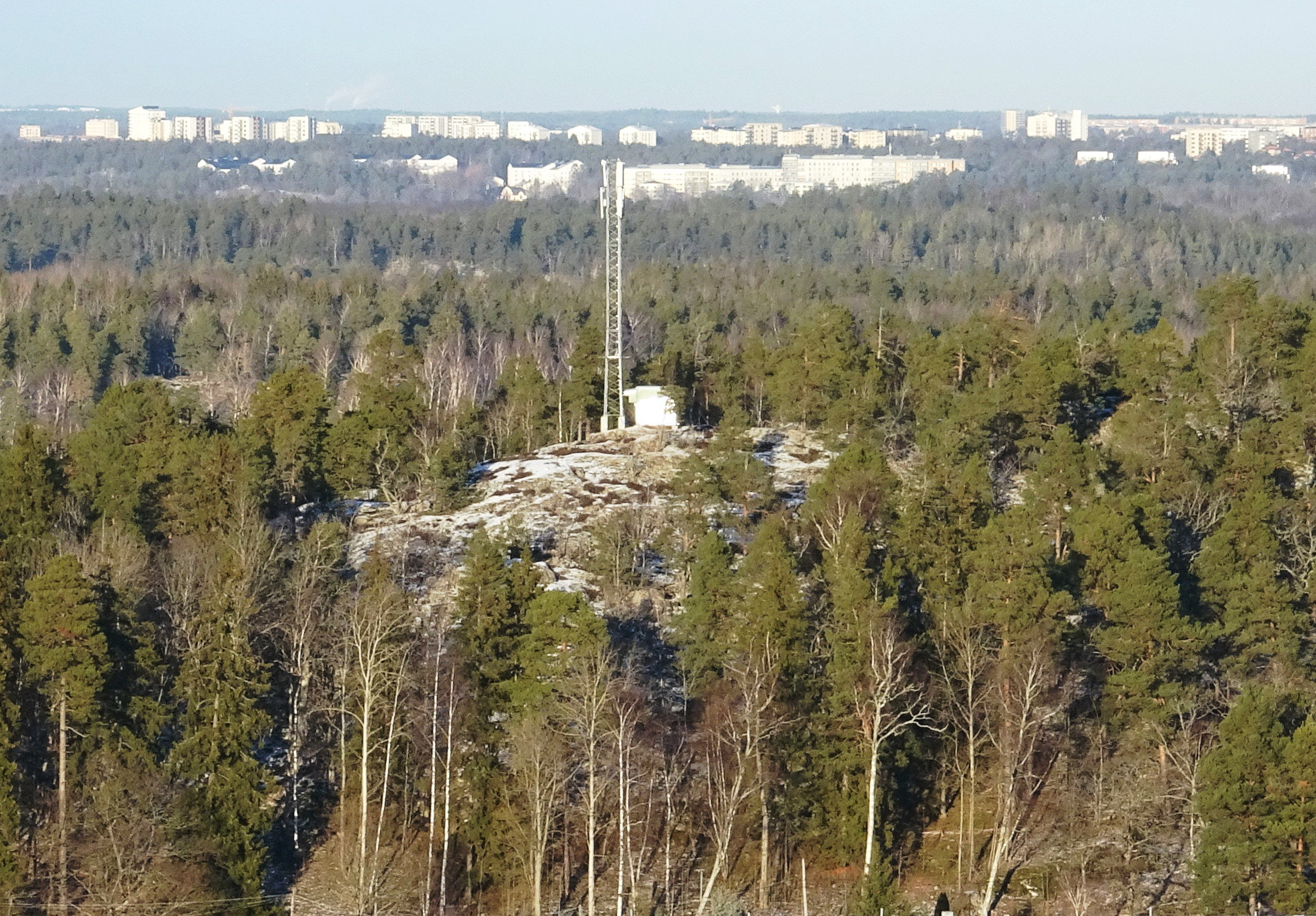
Uddberget sett från Vikingaberget, 2019.

Uddberget (även kallat Våruddsberget) är ett berg i stadsdelen Vårberg i södra Stockholm. 

## Beskrivning
Uddberget ligger mellan Vårbersvägen, Skogsstigen och Våruddsringen. Bergets omges av Johannesdals småhusbebyggelse och är av kommunen utlagt som parkmark. Över berget leder en gång- och cykelväg. Högsta punkten ligger 56 meter över havet. Söder om Uddberget återfinns Vårbergstoppen och Vikingaberget. Det senare är med 77,24 meter över havet Stockholms högsta naturliga punkt. Under vikingatiden fanns på Vikingaberget en vårdkase. 
I närheten ligger även Skärholmens fornborg på en 43 meter hög bergknalle som troligen också hade en vårdkase. Totalt fanns tre eller fyra "vårdberg" i områdena runt Vårby: Korpberget, Vikingaberget, Skärholmens fornborg, ön Estbröte och möjligen även på Uddberget. Samtliga ingick i den kedja av vårdkasar längs farleden som utgjorde Helgös och Birkas försvarslinje från 500-talet.

## Bilder

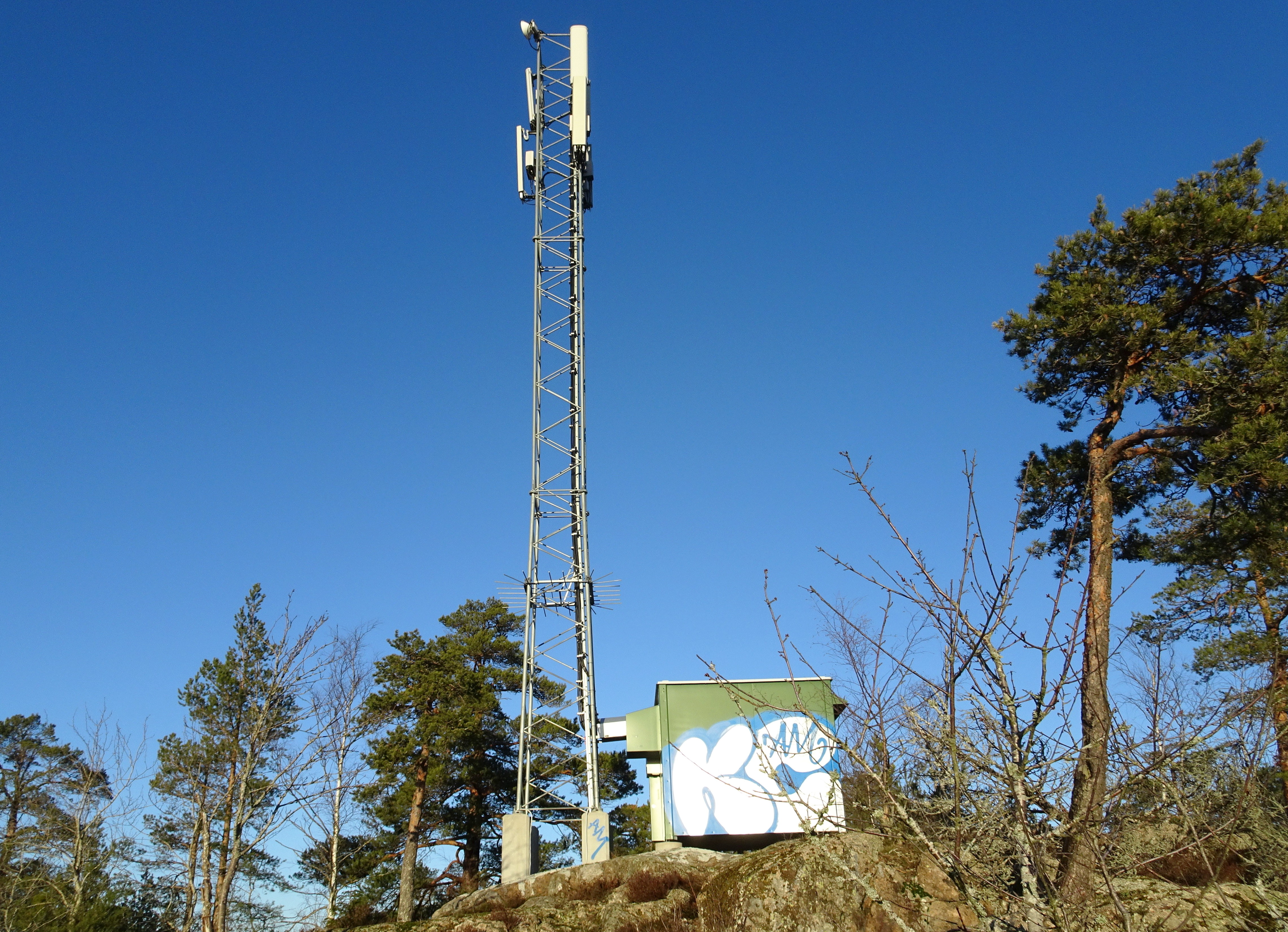
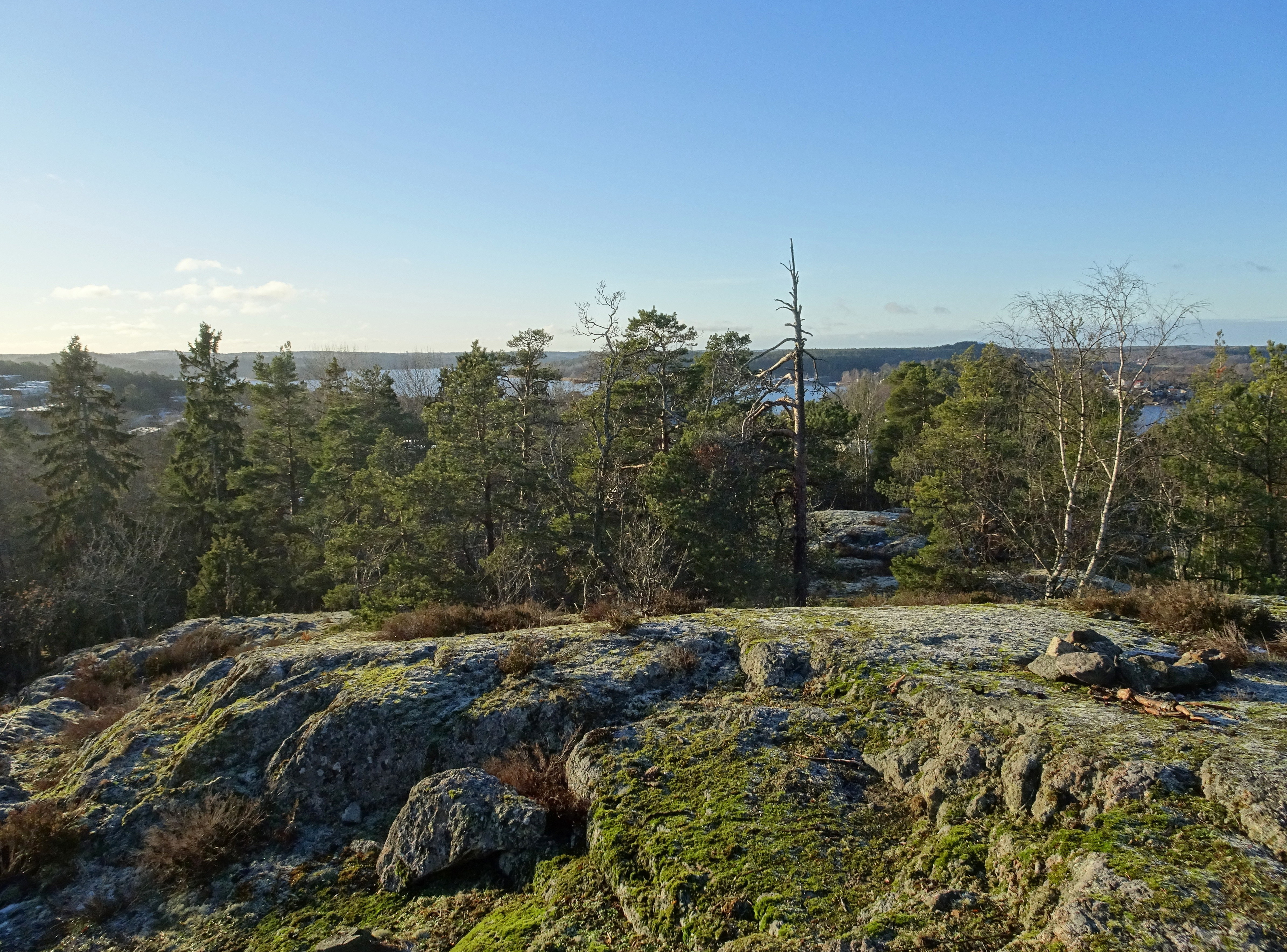
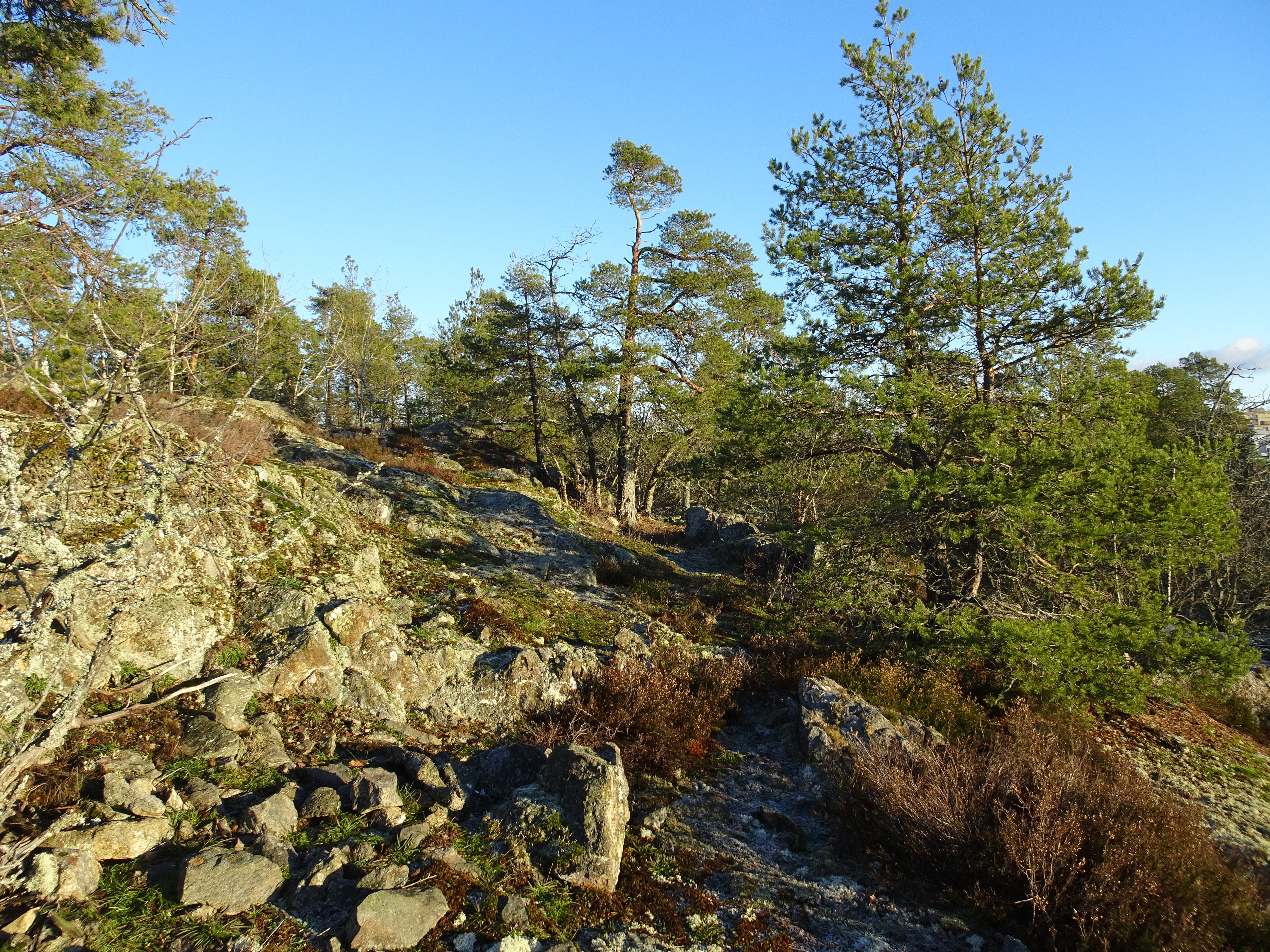
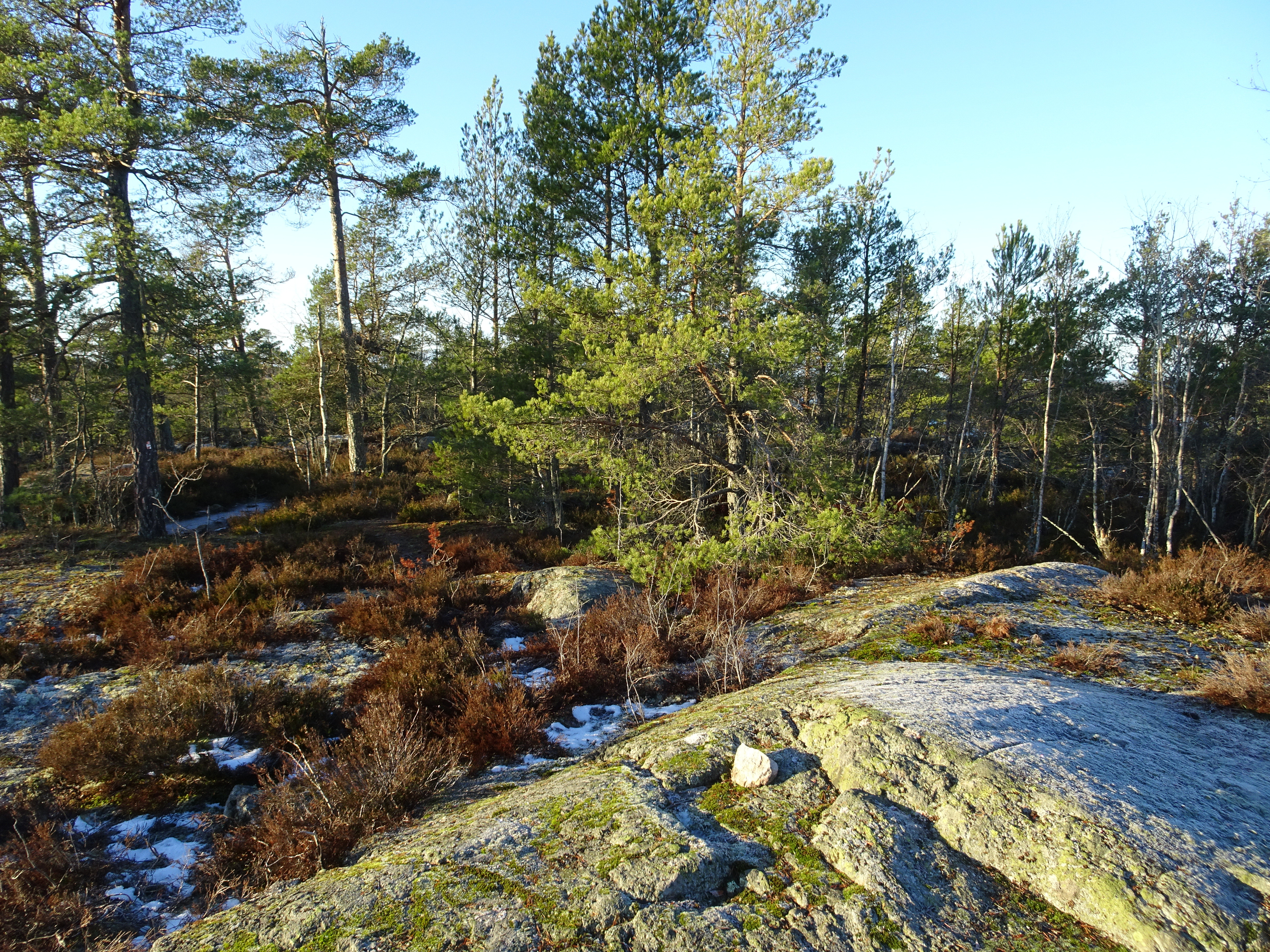
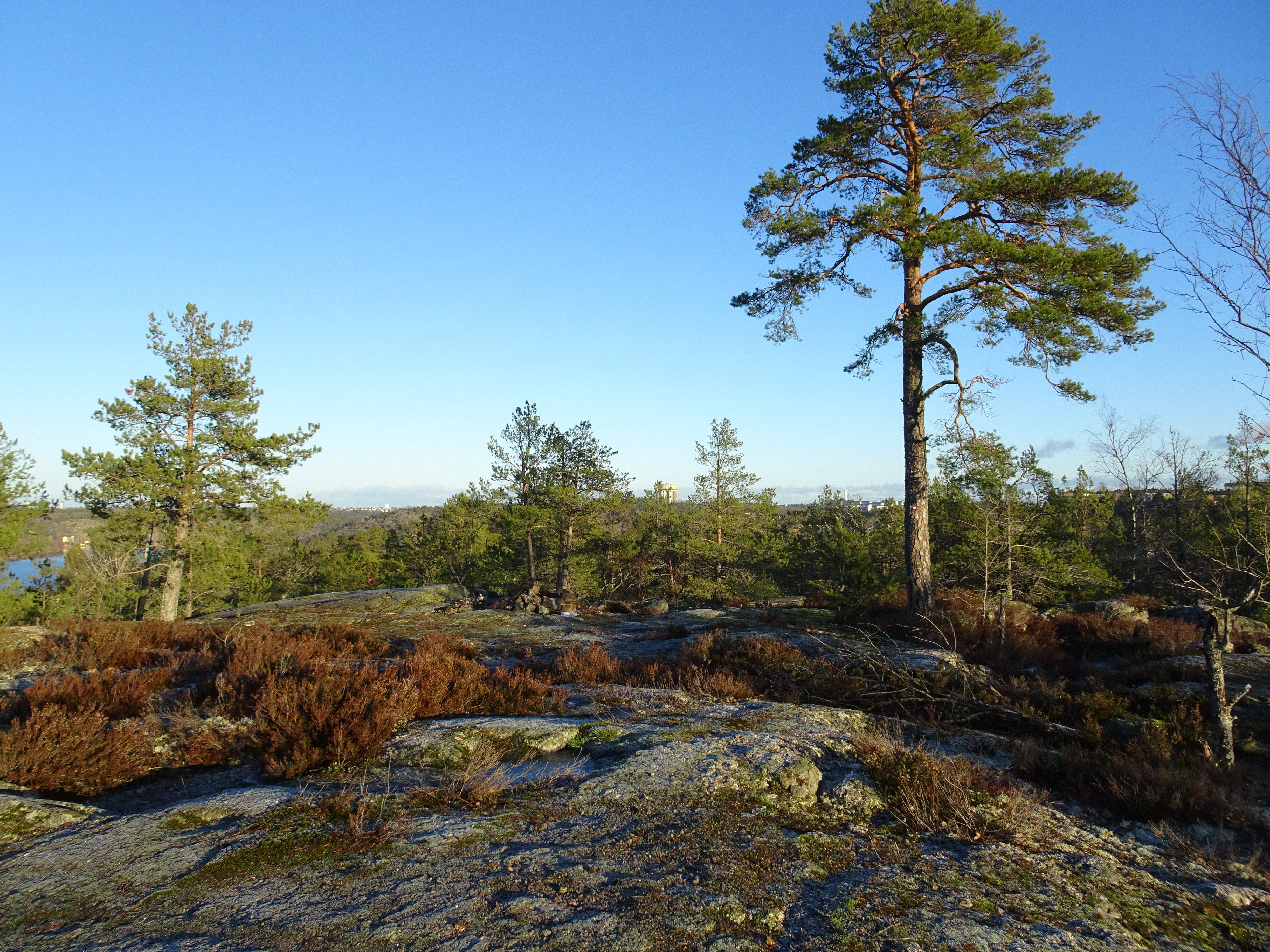